# 斎藤利藤
斎藤 利藤（さいとう としふじ、生年不詳 - 明応7年1月12日（1498年2月3日））は、室町時代の武将。美濃守護代。斎藤利永の嫡男。典明、利国（妙純）、利安、利綱の兄。通称は帯刀左衛門尉、官位は越前守と称す。子に源四郎、日運。以前は叔父斎藤妙椿と同一人物と考えられてきたが、別人とされる。
父の死後、守護代職を継承するが、実権は叔父の斎藤妙椿に握られ、守護代として力を揮う事は出来なかった。妙椿が死ぬと、室町幕府に接近し幕府の権威を借りて、異母弟で妙椿の養子となった利国（妙純）と争い、文明12年（1480年）8月には遂に合戦を始める（美濃文明の乱）。利藤は墨俣城を拠点にして戦うが、同年11月には敗れて近江の六角氏の元に亡命、更に京都へ赴き幕府の庇護を受けた。長享元年（1487年）5月、守護土岐成頼と妙純との和議が成立し、美濃守護代職に返り咲く。
しかし、成頼の後継を巡る争い（船田合戦）で土岐元頼、石丸利光に与したため、2人が戦死すると明応5年（1496年）6月に隠居させられ、失意の内に世を去った。法名玉堂宗珊居士。
利藤の嫡男源四郎（帯刀左衛門尉）は船田合戦以前に早世し、嫡孫の斎藤利春（帯刀左衛門尉）は船田合戦で石丸利光に迎えられたものの、風邪のため明応4年（1495年）6月6日に没している。また、末子の毘沙童も利春没後に石丸方に迎えられたが、敗戦時年少（13歳）のため助命され、仏門に入り日運と名乗った。永正13年（1516年）に常在寺の住職となっている。俗書に長井利隆（長井新左衛門尉）の弟とされているのは幼い頃の仏門での兄弟弟子であるともされている。
実子の外に養子と思われる斎藤利為がいるが、船田合戦では勝者となった妙純に味方しているので、利藤没後にその名跡を継ぐよう命ぜられたものだろう。